# یانیکا وارتلان
یانیکا وارتلان (اوکراینی: Яніка Вартлан؛ زادهٔ ۳۰ آوریل ۱۹۹۹) ژیمناست ریتمیک اهل اوکراین است.